# Squadra indiana di Fed Cup
La squadra indiana di Fed Cup rappresenta l'India nella Fed Cup, ed è posta sotto l'egida della All India Tennis Association.
Essa esordì in Fed Cup nel 1991, anche se già nel 1977 si iscrisse senza però poi presentarsi, ma non è mai riuscita ad andare oltre il gruppo I della zona Asia/Oceania. Nel 2011 ha preso parte al gruppo I qualificandosi però all'ultimo posto che ha condannato la squadra indiana alla retrocessione al gruppo II della zona Asia/Oceania.

## Organico 2011
Aggiornato ai match del gruppo I (2-5 febbraio 2011). Fra parentesi il ranking della giocatrice nei giorni della disputa degli incontri.
- Sania Mirza (WTA #134)
- Poojashree Venkatesha (WTA #514)
- Rushmi Chakravarthi (WTA #577)
- Ashvarya Shrivastava (WTA #795)

## Ranking ITF
- Il prossimo aggiornamento del ranking è previsto per il mese di febbraio 2012.

| India nel Ranking ITF (aggiornata al 7 novembre 2011) |                   |        |                           |
| Pos                                                   | Squadra           | Punti  | Gruppo                    |
| 58                                                    | Sudafrica         | 408.50 | Gruppo II - Europa/Africa |
| 59                                                    | Filippine         | 393.75 | Gruppo II - Asia/Oceania  |
| 60                                                    | Messico           | 380.00 | Gruppo II - Americhe      |
| 61                                                    | India             | 367.50 | Gruppo II - Asia/Oceania  |
| 62                                                    | Trinidad e Tobago | 363.25 | Gruppo II - Americhe      |
| 63                                                    | Turchia           | 347.25 | Gruppo II - Europa/Africa |
| 64                                                    | Singapore         | 322.50 | Gruppo II - Asia/Oceania  |